# Standbeeld van Jacoba van Beieren
Het standbeeld van Jacoba van Beieren is een standbeeld in Woudrichem. Het standbeeld stelt Jacoba van Beieren voor en staat aan de Gevangenpoort. Het bronzen beeld verwijst naar de Zoen van Woudrichem en werd gemaakt door Jaap Hartman, die ook verschillende andere Jacoba's beeldhouwde. 